# Herbert Schäfer (Designer)
Herbert Schäfer (* 1932 in Rauscha, Schlesien) war ein deutscher Designer. Er war von 1972 bis 1993 Chefdesigner bei Volkswagen und während dieser Zeit für die Gestaltung sämtlicher Volkswagen-PKW verantwortlich. 

## Leben
Herbert Schäfer ist gelernter Wagner und baute zunächst Kutschen. Zu Beginn der 1950er Jahre bestanden viele Autokarosserien aus Holz und Blech. Schäfers Material- und Formgefühl bildete sich beim Reparieren von Fahrzeugen dieser Zeit. 1952 absolvierte Schäfer die Meisterprüfung als Karosseriehandwerker und machte anschließend sein Ingenieursexamen an der Karosserie-Fachschule in Kaiserslautern.
Anschließend arbeitete er bei  der Auto Union GmbH in Ingolstadt und Düsseldorf, wo er Konstruktionsleiter der Styling-Abteilung wurde, wechselte  zu Daimler-Benz und schließlich 1961 nach Wolfsburg zu Volkswagen. 1971 erhielt er die Designverantwortung im Bereich Forschung, seit 1972 zeichnete er als Chefdesigner.
In seine gestalterische Verantwortung fällt die Phase einer grundlegenden Erneuerung der Marke Volkswagen, ausgehend vom VW Golf, einem Entwurf von Giorgio Giugiaro, der in der Wolfsburger Designabteilung überarbeitet wurde. 
Die FAZ schrieb 1993 aus Anlass seines Abschieds: „Er hat mit VW Polo, Golf und Passat das Bild der europäischen Innenstädte und Landschaften wahrscheinlich stärker beeinflußt als alle Architekten dieses Kontinents mit ihren statischen Entwürfen.“ Gerade, dass manche der von ihm gestalteten Autos „solide, verläßlich und ein bißchen langweilig“ waren, habe wohl mit zu deren Erfolg beigetragen.